# Glenn Schuurman
Glenn Schuurman (* 16. April 1991 in Boxtel) ist niederländischer Hockeyspieler.

## Karriere
Schuurman begann bei einem Verein in seinem Geburtsort Hockey zu spielen, von wo aus er 2009 zum HC Bloemendaal wechselte, mit dem er in seiner ersten Saison Meister in der Hoofdklasse wurde. Sein Debütturnier mit der Niederländischen Nationalmannschaft war die Champions Trophy im Jahr 2012, bei der sein Team die Silbermedaille erspielte. Im Jahr darauf gewann Schuurman mit seinem Club die Euro Hockey League, bevor er im Januar 2014 mit den Niederlanden in der erstmals ausgetragenen Hockey World League siegte. 2015 wurde er durch einen 6:1-Sieg gegen Deutschland Europameister und verteidigte 2017 in seinem Heimatland den Titel. Bei den Olympischen Spielen in Rio de Janeiro verpasste der Niederländer als Vierter knapp eine Medaille. 2018 wurde Schuurman mit der Nationalmannschaft bei der Champions Trophy Dritter, im Endspiel der Weltmeisterschaften scheiterten sie im Penaltyschießen an Belgien. Auf Vereinsebene gewann er die Euro Hockey League und im nachfolgenden Jahr die nationale Liga. Außerdem stand Schuurman 2019 bei der Hockey Pro League und bei den Europameisterschaften auf dem Podium. Zwei Spielzeiten später triumphierte er mit der Niederländischen Nationalmannschaft zum dritten Mal bei den Kontinentalmeisterschaften, während die Niederlande mit ihm bereits im Viertelfinale der Olympischen Spiele scheiterte. Im Anschluss an das Turnier verkündete er nach mehr als 150 Einsätzen das Ende seiner Länderspielkarriere.  Darüber hinaus wurde der Verteidiger mit dem HC Bloemendaal sowohl in der Hoofdklasse als auch in der Euro Hockey League Meister. 2022 verteidigte Schuurman mit seinem Verein die Titel bei dem nationalen und dem europäischen Wettbewerb.